# Saint-Gervais-les-Trois-Clochers
Saint-Gervais-les-Trois-Clochers is een gemeente in het Franse departement Vienne (regio Nouvelle-Aquitaine) en telt 1279 inwoners (2005). De plaats maakt deel uit van het arrondissement Châtellerault.

## Geografie
De oppervlakte van Saint-Gervais-les-Trois-Clochers bedraagt 39,6 km², de bevolkingsdichtheid is 32,3 inwoners per km².
De onderstaande kaart toont de ligging van Saint-Gervais-les-Trois-Clochers met de belangrijkste infrastructuur en aangrenzende gemeenten.

## Demografie
Onderstaande figuur toont het verloop van het inwonertal (bron: INSEE-tellingen).

## Geschiedenis
In 1818 werd de voormalige gemeente Avrigny bij Saint-Gervais-les-Trois-Clochers gevoegd.

## Geboren in Saint-Gervais-les-Trois-Clochers
- Georges Gilles de la Tourette (1857-1904), psychiater en neuroloog